# Brigueuil
Brigueuil is een gemeente in het Franse departement Charente (regio Nouvelle-Aquitaine). De plaats maakt deel uit van het arrondissement Confolens. Brigueuil telde op 1 januari 2022 1.101 inwoners.

## Geografie
De oppervlakte van Brigueuil bedroeg op 1 januari 2022 47,07 vierkante kilometer; de bevolkingsdichtheid was toen 23,4 inwoners per km². 
De onderstaande kaart toont de ligging van Brigueuil met de belangrijkste infrastructuur en aangrenzende gemeenten.

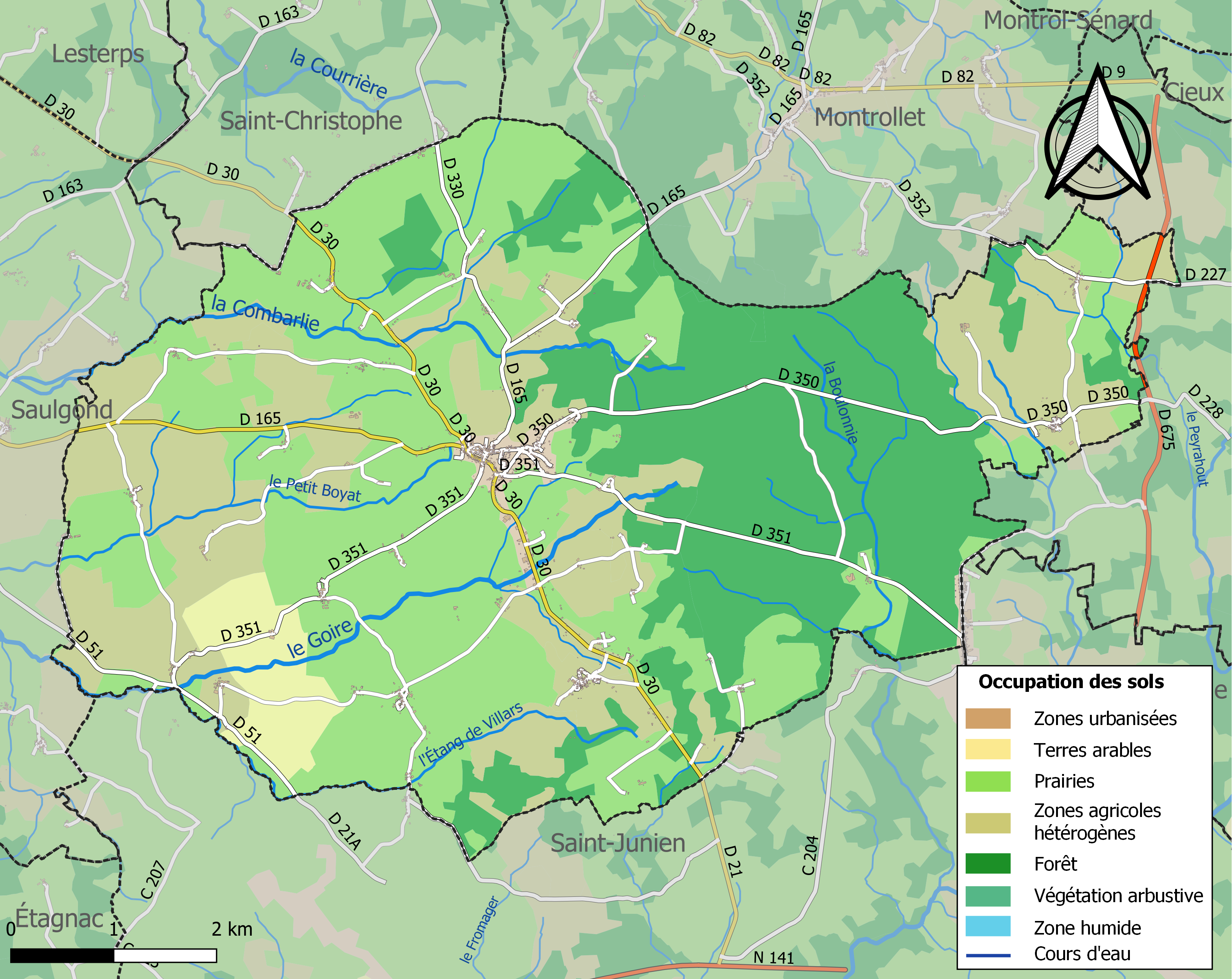

## Demografie
Onderstaande figuur toont het verloop van het inwonertal (bron: INSEE-tellingen).